# Sebkha de Orã
O sebkha de Orã (em francês:  Sebkha d'Oran) é um lago salgado localizado no território da comuna de Misserghin, na wilaya de Orã, na Argélia.

## Geografia
O sebkha de Orã é um lago localizado a 15km ao sul de Orã, na comuna de Misserghin e a 12km do Mar Mediterrâneo. É uma depressão, fechada a 110 metros de altitude, limitada a norte pelo maciço de Murdjajo e a sul pelo maciço de Tessala. O sebkha ocupa o fundo desta depressão, apresentando uma topografia aparentemente plana, mas ligeiramente inclinada para oeste, com um ponto baixo a 80 metros acima do nível do mar, e um ponto alto a 82 metros. De formato elíptico, seu comprimento, com orientação aproximada sudoeste/nordeste, é de 40km, e sua largura é de 6 a 13km.
É alimentado por uma rede hidrográfica que flui principalmente dos maciços de Tessala e Murdjajo. No entanto, a água nesta área é salgada. O lago, que forma uma película de água de 10 a 30 cm, variando conforme as chuvas, seca completamente no verão após a forte evaporação e a seca que atinge a região. O clima é mediterrâneo semiárido, a precipitação varia entre 378 e 473 mm por ano.
As terras ao redor do lago são utilizadas para agricultura. O sal do lago tem efeitos negativos na periferia sul da área metropolitana de Oran, bem como nas pistas do aeroporto de Orã. O Sebkha de Oran foi reconhecido como sítio Ramsar desde 2 de fevereiro de 2001. Segundo Emberger, o clima de Es Senia é semi-árido.

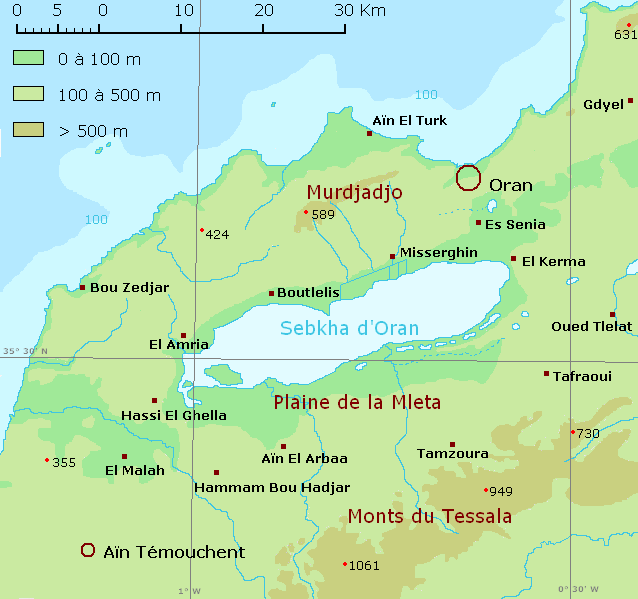
Mapa topográfico da bacia Sebkha de Orã.
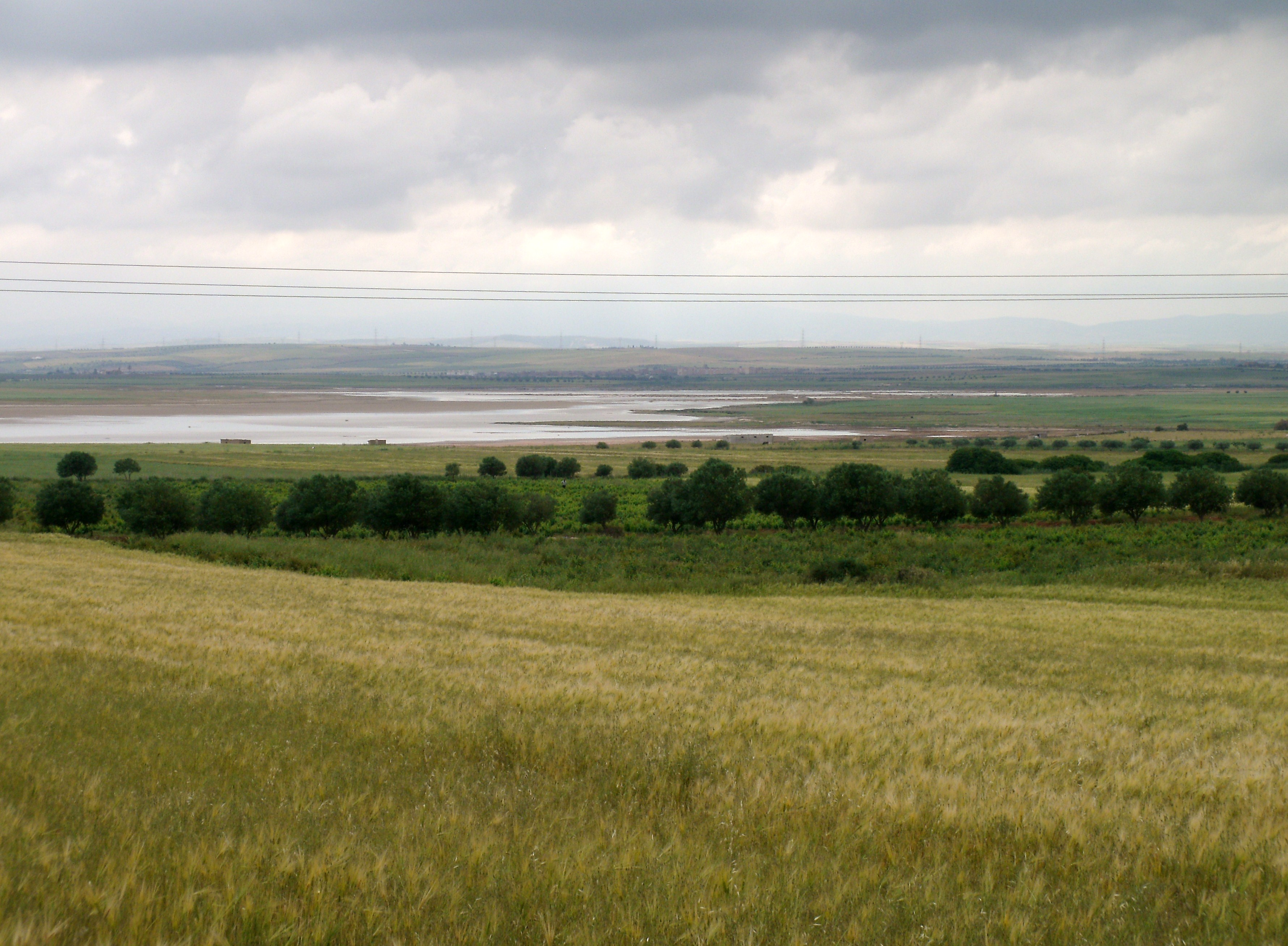
O sebkha perto de Hassi El Ghella.
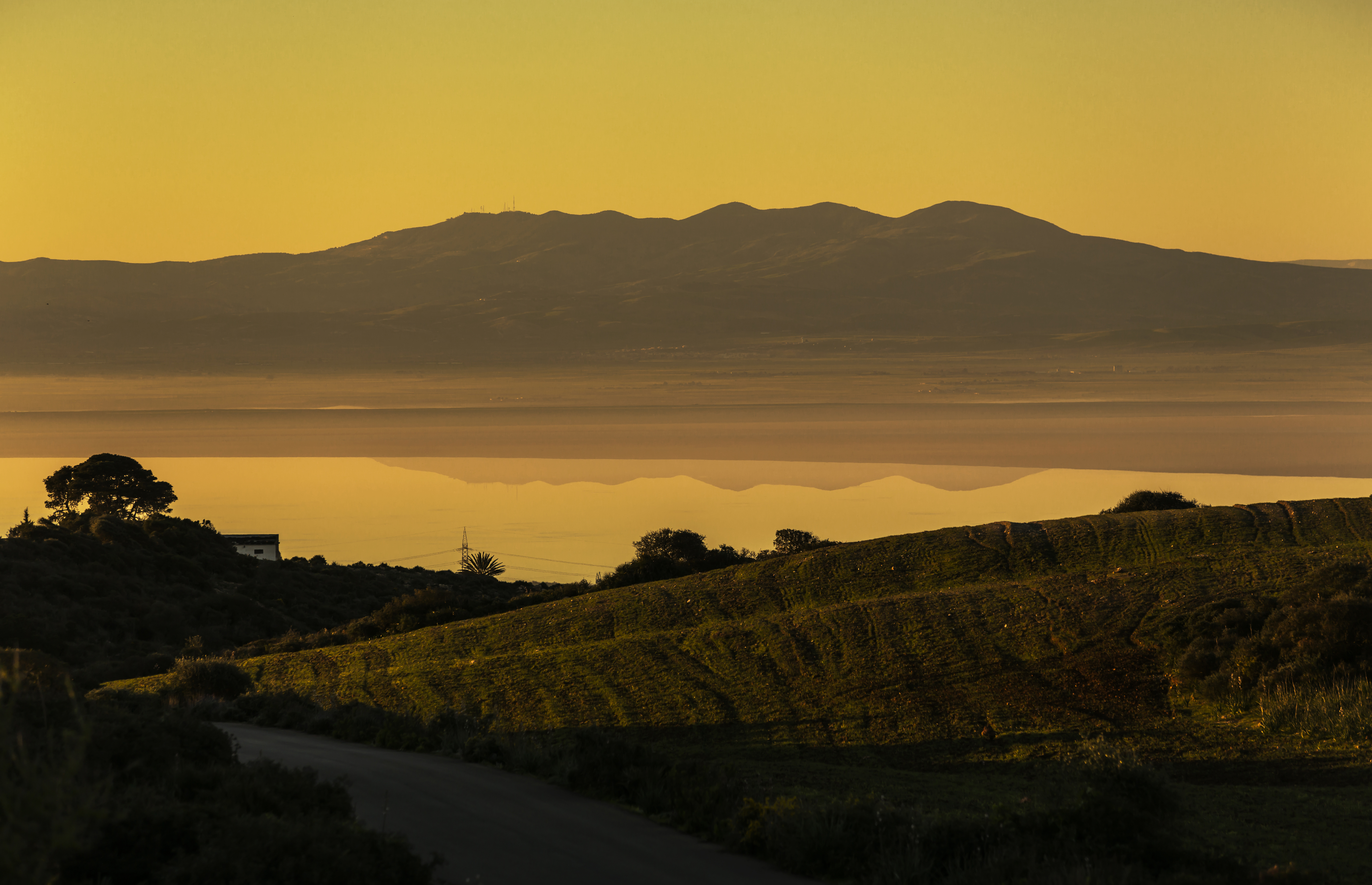
Uma vista do grande sebkha de Orã.

## Flora
A vegetação halofílica deste grande sabkha tem sido objeto de vários estudos científicos aprofundados. Segundo K. Bahi, parece que “as zonas húmidas da região de Orã apresentam uma biodiversidade floral que merece proteção e conservação”.
As bacias hidrográficas que rodeiam este sebkha são cobertas por florestas de pinheiro-de-Aleppo, eucaliptos, sobreiros e Thuja.

## Fauna
Muitas espécies migratórias de aves permanecem nas zonas húmidas do oeste de Orã. O lago é o lar de duas espécies em números significativos, que muitas vezes excedem o 1% internacional: o flamingo rosa e o pato-branco de Belon. Em fevereiro de 1972, por exemplo, ali foram contabilizados 1.450 flamingos. Dependendo da disponibilidade de alimentos, estas aves poderiam muito bem deslocar-se entre este lago, os pântanos de Macta e o sabkha de Arzew.